# Gehöft Pfeffer

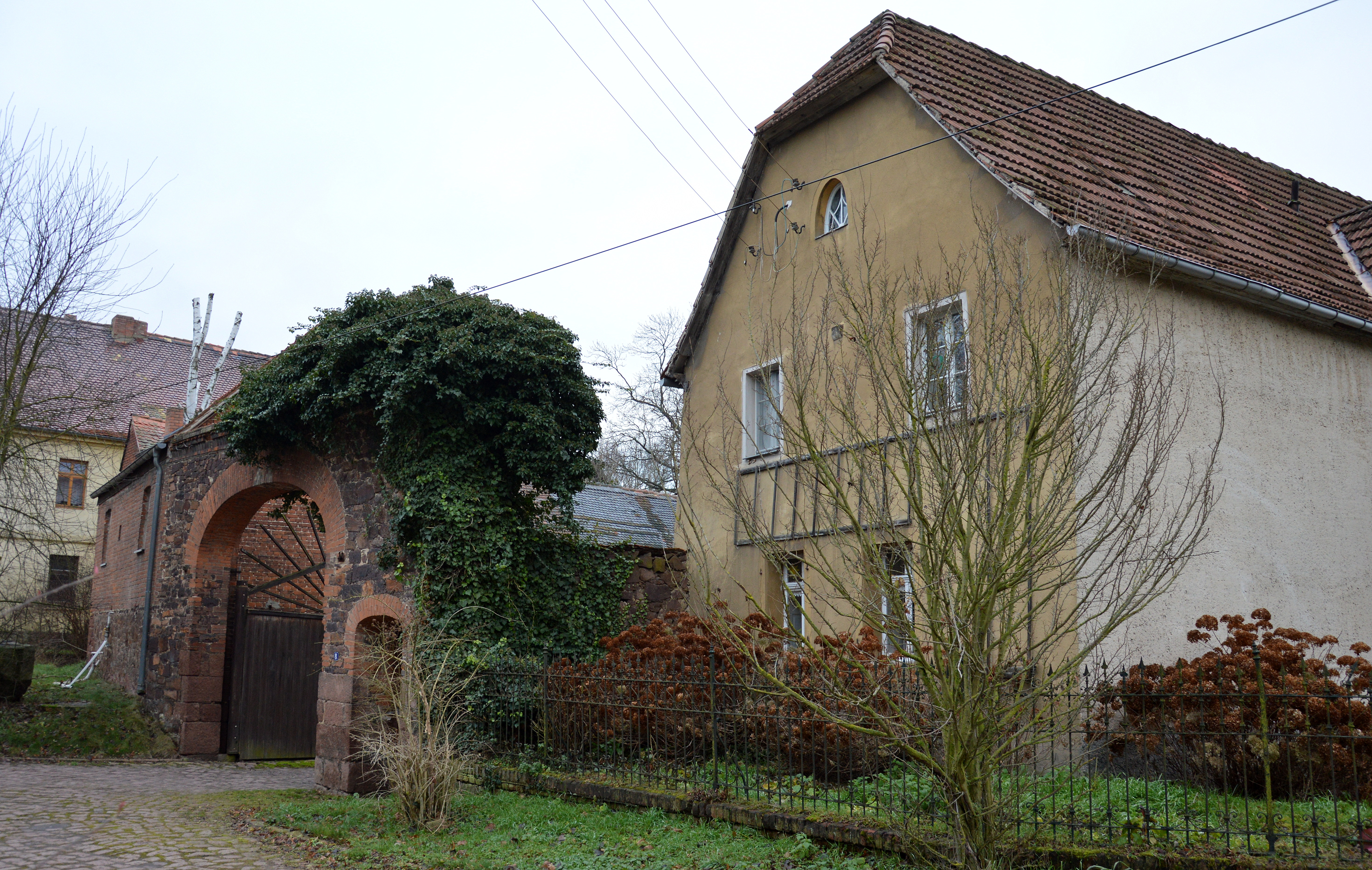
Gehöft Pfeffer

Das Gehöft Pfeffer ist ein denkmalgeschützter Bauernhof im zur Ortschaft Wallwitz der Gemeinde Petersberg gehörenden Dorf Dachritz in Sachsen-Anhalt.

## Lage
Das Gehöft liegt im südlichen Teil von Dachritz auf der Westseite der Straße Dachritz an der Adresse Dachritz 8.

## Architektur und Geschichte
Der geschlossene Vierseitenhof der Familie Pfeffer verfügt über ein aus dem 18. Jahrhundert stammendes Wohnhaus. An der Ostseite des Hofes befindet sich eine repräsentative Toreinfahrt mit einer seitlichen Personenpforte. Bemerkenswert ist ein zum Grundstück gehörender Bauerngarten, der in dieser Form einzigartig für den Saalkreis ist (Stand 1997).
Im örtlichen Denkmalverzeichnis ist der Bauernhof unter der Erfassungsnummer 094 55657 als Baudenkmal verzeichnet. Der Hof gehört darüber hinaus zum Denkmalbereich Dachritz 3, 5, 8.